# Ефективна виймана потужність пласта
Ефективна виймана потужність пласта (рос.эффективная вынимаемая мощность пласта, англ. effective worked thickness of a seam, нім. effektive aushebende Schichtdicke f, effektive auszubauende Flözmächtigkeit f) — у гірництві — потужність, яку приймають для розрахунків зрушень і деформацій земної поверхні при відробці пластів із закладкою виробленого простору.
Визначається з урахуванням конвергенції бокових порід, повноти заповнення виробленого простору закладкою та подальшого ущільнення матеріалу закладки.